# Mike Vanhamel
Mike Vanhamel (Elsene, 16 november 1989) is een Belgisch voetballer die als doelman speelt. Vanhamel is daarnaast een voormalig Belgisch jeugdinternational.

## Spelerscarrière
Vanhamel debuteerde in het seizoen 2006/07 als zestienjarige bij Oud-Heverlee Leuven en speelde twintig wedstrijden. Vervolgens ging Vanhamel vier seizoenen in Frankrijk voor Le Havre AC spelen, welke op dat moment uitkwam in Ligue 2. Hij werd met deze club in 2008 kampioen en promoveerde naar Ligue 1. Vanhamel bleef daarna nog drie seizoenen voordat hij terugkeerde naar België. Na één seizoen bij KVC Westerlo speelde Vanhamel van 2012 tot 2014 opnieuw in Frankrijk voor Stade Laval.
Hij speelde in het seizoen 2014/15 in Nederland bij N.E.C. en werd dat seizoen kampioen van de Jupiler League. Hij was reserve achter Joshua Smits en kwam na een blessure van Smits in de laatste drie wedstrijden van het seizoen in actie. Op 15 mei 2015 werd bekend dat Vanhamel een contract voor twee seizoenen getekend had bij R. White Star Bruxelles. De club werd meteen in het eerste jaar dat Vanhamel meespeelde kampioen maar mocht door licentieproblemen niet promoveren naar de Eerste klasse. In juni van het jaar 2016 tekende Vanhamel een contract bij Lierse SK. Op 31 augustus 2017 ondertekende Vanhamel een driejarig contract bij KV Oostende. 
Reeds na een jaar vertrok Vanhamel bij KV Oostende en ondertekende op 15 mei 2018 een vierjarige contract, met een jaar optie, bij K. Beerschot V.A. In het seizoen 2019/20 pakte Vanhamel de titel met Beerschot in de Eerste klasse B door in de barragewedstrijden Oud-Heverlee Leuven te verslaan. Hierdoor promoveerde hij met Beerschot naar het hoogste niveau. In het tussenseizoen was er interesse van RSC Anderlecht om hem over te nemen, Vanhamel besliste echter hier niet op in te gaan waarna zijn contract werd verlengd tot de zomer van 2024. Medio 2023 werd zijn contract ontbonden en vervolgde hij zijn loopbaan bij RAAL La Louvière in de Eerste nationale.

## Clubstatistieken
| Seizoen         | Club              | Competitie       | Competitie | Competitie | Play-offs | Play-offs | Beker | Beker | Totaal | Totaal |
| Seizoen         | Club              | Competitie       | Wed.       | Dlp.       | Wed.      | Dlp.      | Wed.  | Dlp.  | Wed.   | Dlp.   |
| --------------- | ----------------- | ---------------- | ---------- | ---------- | --------- | --------- | ----- | ----- | ------ | ------ |
| 2006/07         | OH Leuven         | Tweede Klasse    | 10         | 0          | 0         | 0         | 0     | 0     | 10     | 0      |
| 2007/08         | Le Havre          | Ligue 2          | 1          | 0          | 0         | 0         | 0     | 0     | 1      | 0      |
| 2008/09         | Le Havre          | Ligue 1          | 1          | 0          | 0         | 0         | 0     | 0     | 1      | 0      |
| 2009/10         | Le Havre          | Ligue 2          | 3          | 0          | 0         | 0         | 0     | 0     | 3      | 0      |
| 2010/11         | Le Havre          | Ligue 2          | 5          | 0          | 0         | 0         | 2     | 0     | 7      | 0      |
| 2011/12         | KVC Westerlo      | Jupiler League   | 5          | 0          | 7         | 0         | 0     | 0     | 12     | 0      |
| 2012/13         | Stade Laval       | Ligue 2          | 6          | 0          | 0         | 0         | 0     | 0     | 6      | 0      |
| 2013/14         | Stade Laval       | Ligue 2          | 22         | 0          | 0         | 0         | 1     | 0     | 23     | 0      |
| 2014/15         | N.E.C.            | Jupiler League   | 3          | 0          | 0         | 0         | 0     | 0     | 3      | 0      |
| 2015/16         | RWS Bruxelles     | Tweede Klasse    | 28         | 0          | 0         | 0         | 1     | 0     | 29     | 0      |
| 2016/17         | Lierse SK         | Eerste klasse B  | 28         | 0          | 9         | 0         | 2     | 0     | 39     | 0      |
| 2017/18         | Lierse SK         | Eerste klasse B  | 3          | 0          | 0         | 0         | 1     | 0     | 4      | 0      |
| 2017/18         | KV Oostende       | Eerste klasse A  | 6          | 0          | 5         | 0         | 2     | 0     | 13     | 0      |
| 2018/19         | K. Beerschot V.A. | Eerste klasse B  | 28         | 0          | 11        | 0         | 3     | 0     | 42     | 0      |
| 2019/20         | K. Beerschot V.A. | Eerste klasse B  | 28         | 0          | 2         | 0         | 2     | 0     | 32     | 0      |
| 2020/21         | K. Beerschot V.A. | Eerste klasse A  | 34         | 0          | 0         | 0         | 1     | 0     | 35     | 0      |
| 2021/22         | K. Beerschot V.A. | Eerste klasse A  | 23         | 0          | 0         | 0         | 2     | 0     | 25     | 0      |
| 2022/23         | K. Beerschot V.A. | Eerste klasse B  | 3          | 0          | 0         | 0         | 0     | 0     | 3      | 0      |
| 2023/24         | RAAL La Louvière  | Eerste nationale | 24         | 0          | 0         | 0         | 3     | 0     | 27     | 0      |
| Carrière totaal | Carrière totaal   | Carrière totaal  | 261        | 0          | 34        | 0         | 20    | 0     | 293    | 0      |

Laatst bijgewerkt: 7 maart 2024

## Erelijst
| Club               | Competitie      | Jaartal   |
| ------------------ | --------------- | --------- |
| Le Havre AC        | Ligue 2         | 2007-2008 |
| N.E.C.             | Eerste divisie  | 2014-2015 |
| White Star Brussel | Proximus League | 2015-2016 |
| Beerschot VA       | Eerste klasse B | 2019-2020 |

## Familie
Zijn zus Britt Vanhamel is ook actief in het voetbal, ze speelt als verdedigster op het hoogste niveau bij RSC Anderlecht.